# هرکول در روم باستان
هراکلس در روم باستان (انگلیسی: Hercules in ancient Rome) در دین در روم باستان و اسطوره‌شناسی روم، هرکول به عنوان یک قهرمان الوهی مورد احترام قرار می‌گرفت و در افسانه‌های پیدایش روم گنجانده شد. رومی‌ها اسطوره‌شناسی یونانی و شمایل‌شناسی هراکلس را در ادبیات و هنر خود تطبیق دادند، اما قهرمان ویژگی‌های رومی مشخصی داشت. برخی منابع یونانی در اوایل قرن ششم و پنجم قبل از میلاد به هراکلس ارتباطات رومی در طول کارهای معروف او در دوازده‌خان هرکول داده‌اند.